# Афлитулин, Иналь Шарипович
Иналь Шарипович Афлитулин (род. 22 марта 1988 года, Астрахань, СССР) — российский гандболист, разыгрывающий. Мастер спорта.

## Карьера
Воспитанник астраханского гандбола. Профессиональную карьеру начал в команде «Чеховские медведи». Затем играл за «Мотор» (Запорожье) и в Венгрии. Играл за сборную России на ЧЕ-2014.
В 2018 году перешёл в московский «Спартак».
Мама (Марина Афлитулина) и жена (София Афлитулина) — гандбольные тренеры юношеских команд клуба «Звезда».